# Peter-und-Paul-Kirche (Dessau)

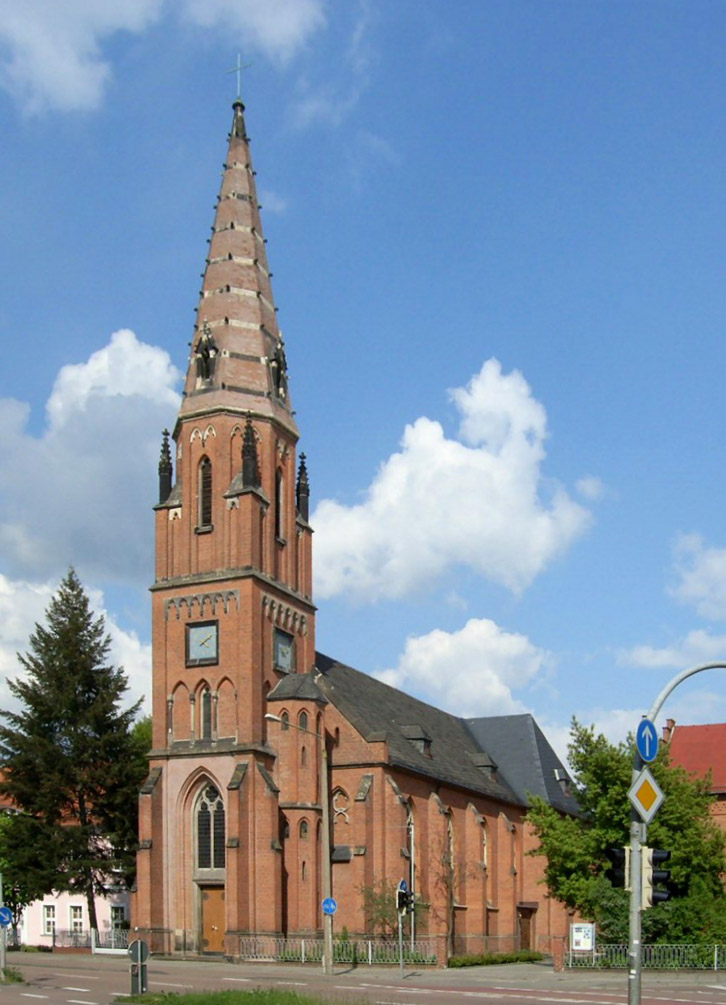
St. Peter und Paul

Die Propsteikirche St. Peter und Paul ist eine neugotische römisch-katholische Kirche in Dessau, einem Stadtteil der kreisfreien Stadt Dessau-Roßlau in Sachsen-Anhalt. Das nach den heiligen Petrus und Paulus benannte Gotteshaus ist eine Pfarrkirche des Bistums Magdeburg und im Denkmalverzeichnis des Landes Sachsen-Anhalt unter der Erfassungsnummer 094 40131 als Baudenkmal verzeichnet.

## Kirchenbau
Der aus Duderstadt stammende Pfarrer Franz Küstner baute 1854 bis 1858 die neugotische, dreischiffige Kirche St. Peter und Paul nach den Plänen des Kölner Architekten Vinzenz Statz. Die Kirche wurde durch den Apostolischen Nuntius von München Flavio Chigi in seiner Eigenschaft als Apostolischer Vikar für Anhalt am 27. Oktober 1858 geweiht. Die Bauausführung leitete der Dessauer Baurat Vieth. Die Baukosten betrugen 29.522 Reichstaler, 20 Silbergroschen und 5 Pfennige. Herzog Leopold Friedrich (er regierte 1817 bis 1871) machte die katholische Gemeinde zur Pfarrei und schenkte ihr Grund und Boden zum Bau der Kirche und des Pfarrhauses. In diesen Jahren wurde schließlich auch das Pfarrhaus gebaut. Johannes Schulte gründete um die Jahrhundertwende die Station der Grauen Schwestern von der hl. Elisabeth.
Die Höhe des Turms beträgt 38 Meter (mit Kreuz 41 Meter).
Unter Heinrich Haehling von Lanzenauer (1904/1912) wurden das St.-Joseph-Krankenhaus, die katholische Schule und die Erweiterung der Pfarrkirche um drei Gewölbe nach Osten ausgeführt.
Beim Bombenangriff auf Dessau am 7. März 1945 wurde die Kirche schwer beschädigt. Unter Franz Carré begann 1951 der Wiederaufbau, der 1958 abgeschlossen wurde. Nachdem schon 1930 der neugotische Hochaltar entfernt worden war, folgte von 1967 bis zum Frühjahr 1968 unter Reinhold Heuel eine völlige Umgestaltung im modernen Stil. Die Kreuzwegstationen (1938) wurden vom Münchner Künstler Georg Kemper entworfen. Die Gestaltung der Kirchenfenster im Hauptraum stammt von Christof Grüger (Schönebeck (Elbe)). Das Mittelfenster im Chor und der Tabernakel erinnern an den brennenden Dornbusch. Der Tabernakel mit Stele, Altarkreuz, Ambo, Altarleuchter und Osterleuchter wurden vom Künstlerpaar Dora und Hubert Kleemann 1967–1970 geschaffen. Die Fenster der ehemaligen Taufkapelle am Turm stammen von W. Gerhardt, Dessau (1952).
Ein neuer Altar wurde am 7. November 1976 durch den Bischof und Apostolischen Administrator in Magdeburg, Johannes Braun, konsekriert. Er birgt die Reliquien der Heiligen Justus, Constantius, Tranquilla und, als Geschenk des Erzbischofs von Paderborn, Reliquien des Heiligen Liborius.
Umfassende Sanierungs- und Renovierungsarbeiten an der Kirche wurden von 1995 bis 1999 unter Propst Max Pritze durchgeführt, der nach 25-jähriger Tätigkeit in Dessau 2001 in den Ruhestand ging. Von 2017 bis 2023 wurde die Kirche in mehreren Schritten saniert. Dabei wurden ein neuer Altar und ein neuer Taufstein aufgestellt, die aus der profanierten St.-Pius-Kirche in Bielefeld stammen. Am 10. April 2023 (Ostermontag) weihte Bischof Gerhard Feige den neuen Altar.

## Propstei-Gemeinde

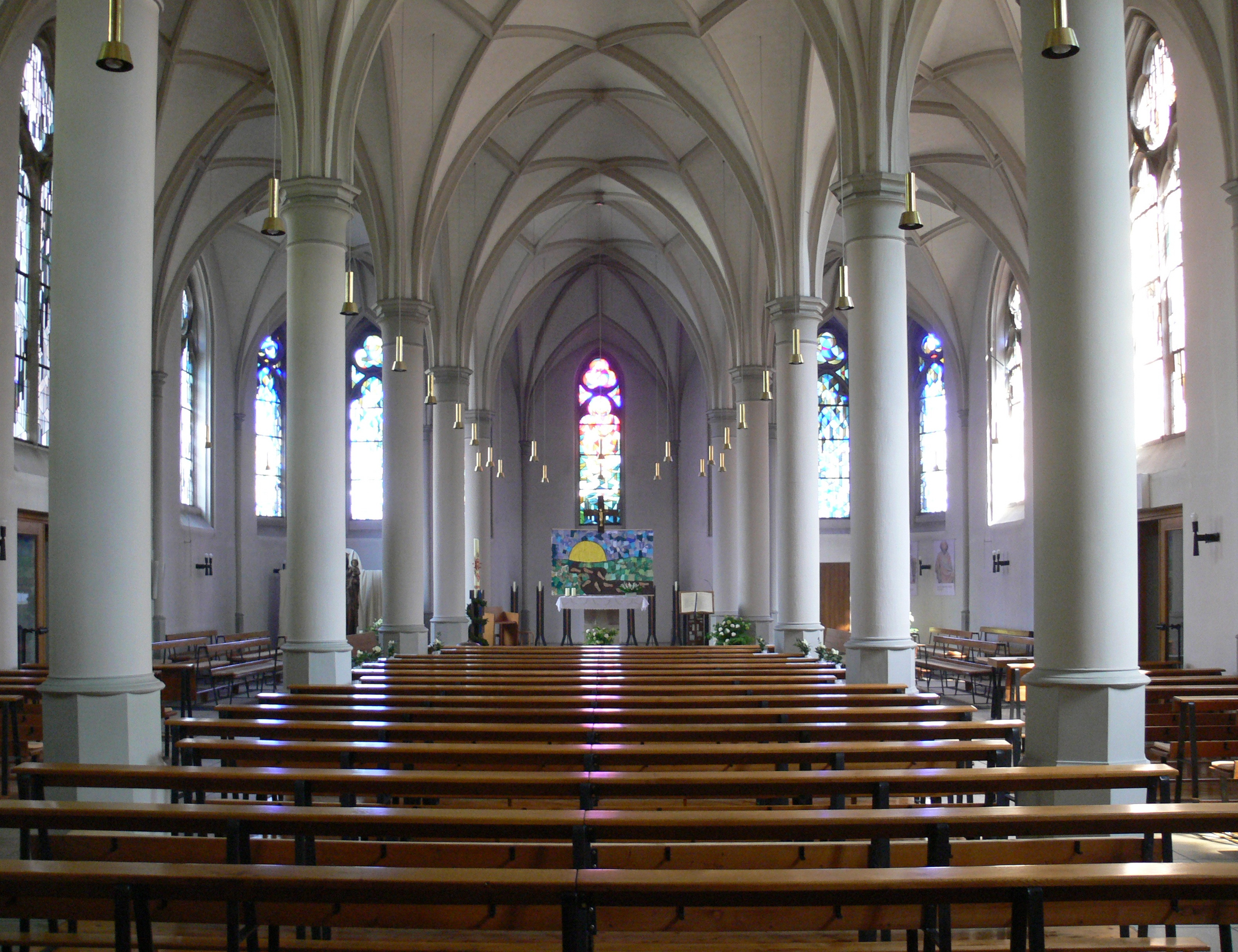
Blick durch den Kirchenraum

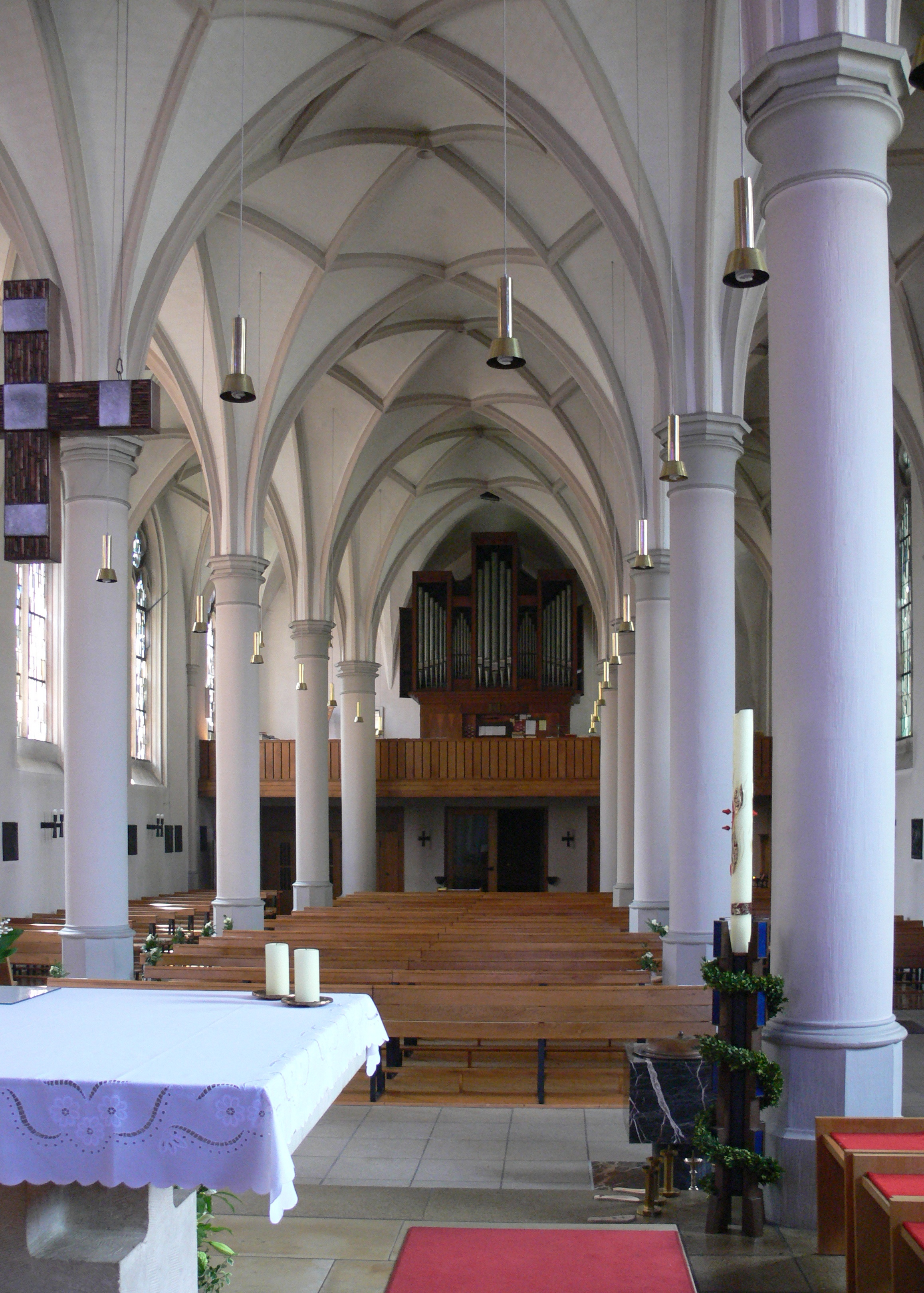
Blick durch den Kirchenraum auf die Westempore

Mit der Einführung der Reformation im Fürstentum Anhalt-Dessau verschwanden die katholischen Gemeinden. Über ein katholisches Leben in der Zeit danach, bis ins beginnende 18. Jahrhundert, liegen keine Berichte vor. Die Propsteigemeinde Peter und Paul zu Dessau ist aus einer Franziskanermission hervorgegangen. Pater Markus Verkühlen OFM übte seit mindestens 1697 gelegentlich Seelsorge in Dessau aus, seit 1716 war er der erste katholische Missionar in Dessau. Die Gottesdienste fanden im Schlafzimmer des damaligen katholischen Schlosshauptmanns Adam Trinthammer an der Schlosswache 1 statt. 1725 verstarb Trinthammer, die katholischen Gottesdienste fanden jedoch weiter im gewohnten Raum statt.
P. Gilbertus Berningk OFM, der die erste katholische Kirche in Dessau bauen wollte, scheiterte um 1770 an der Finanzierung. Giuseppe Ridolfi aus Rom entwarf die Kirche, die der Katholischen Hofkirche in Dresden ähnlich war, aber kleiner werden sollte.
Ab 1805 konnte der Raum an der Schlosswache aufgrund von Baufälligkeit des Gebäudes nicht mehr als Kapelle genutzt werden. Als neue Kapelle wurde von Ostern 1805 an der Jagdsaal der Amalienstiftung Poststraße 5 genutzt, der zuvor auch schon den Bewohnern der Amalienstiftung als Hauskapelle diente. Die Kapelle bekam das Patrozinium des heiligen Franziscus von Assisi. Der Pater bekam unweit der Kapelle, vermutlich im Louisenstift am Neumarkt, eine neue Wohnung.
1823 starb P. Maurianus Menckens, der letzte Franziskanermissionar in Dessau. Nach kurzer Vakanz wurde Johann Erasmus Tusch, der zuvor als Katechet an einer Schule in Mariaschein (Böhmen) tätig war, sein Nachfolger. Am 2. Juni 1830 wurde die Missionsgemeinde St. Franziscus Dessau durch das herzogliche Konsistorium zur Pfarrei erhoben.
Im Zuge der Industrialisierung stieg die Zahl der Katholiken im Raum Dessau. 1905 bekam die Pfarrei Dessau in Coswig ihre erste Tochtergemeinde, der 1907 in Alten und 1941 in Raguhn weitere Tochtergemeinden folgten.
Nach dem Zweiten Weltkrieg und der Flucht und Vertreibung Deutscher aus Mittel- und Osteuropa belebten Heimatvertriebene – u. a. aus Schlesien, dem Sudetenland und dem Ermland – das katholische Gemeindeleben neu. Doch einige zog es rasch weiter nach Westen. Infolge der stark gestiegenen Katholikenzahl wurden aus der Pfarrei Dessau auch weitere Tochtergemeinden ausgegliedert: 1945 Oranienbaum, 1946 Jeßnitz und 1954 Dessau-Süd.
Am 1. Januar 1973 verließen die Grauen Schwestern von der hl. Elisabeth die Stadt Dessau. Das St.-Joseph-Krankenhaus wurde vom Caritasverband Magdeburg weitergeführt. Am 26. Februar 1974 wurde die Pfarrkirche zur Propsteikirche erhoben.
Am 8. Juli 1994 wurde das Bistum Magdeburg gegründet, und die Zugehörigkeit der Pfarrei Dessau wechselte vom Erzbistum Paderborn zum Bistum Magdeburg. 1994 erfolgte auch die Übernahme des katholischen Krankenhauses durch die Kongregation der Alexianer unter Einbeziehung des ehemaligen Robert-Koch-Krankenhauses in Dessau-Alten.
Im Jahr 2005 konnten die Renovierungsarbeiten an Pfarrhaus, Vikarie und der alten Schule unter Propst Gerhard Nachtwei (1944–2023) mit finanzieller Unterstützung des Bonifatiuswerks in Angriff genommen werden. Der Umbau zum Gemeindezentrum ging mit einer Neugestaltung des gesamten Hofgeländes einher.
Zum 1. Oktober 2006 wurde der Gemeindeverbund Dessau Propstei – Dessau Dreieinigkeit – Dessau-Alten – Aken – Oranienbaum errichtet. Damals gehörten zur Pfarrei Dessau (St. Peter und Paul) rund 1700 Katholiken. Aus dem Gemeindeverbund Dessau Propstei – Dessau Dreieinigkeit – Dessau-Alten – Aken – Oranienbaum entstand am 28. November 2010, dem 1. Sonntag im Advent, die heutige Pfarrei St. Peter und Paul mit Sitz in Dessau. Bis zur Auflösung der Dekanatsstrukturen im Bistum Magdeburg am 1. September 2023 war Dessau Sitz eines Dekanates.
Katholische Christen machen etwa 3,1 % der in Dessau lebenden Bevölkerung aus. 11,4 % der Dessauer sind Protestanten. Heute zählt die Gemeinde 2000 Mitglieder und ist die größte in der katholischen Pfarrei St. Peter und Paul Dessau. Neben der Peter-und-Paul-Kirche gehören zur Pfarrei heute auch die St.-Konrad-Kirche in Aken, die St.-Josephs-Kirche in Alten, die Dreieinigkeitskirche in Dessau und die Christkönig-Kirche in Oranienbaum.

## Orgel

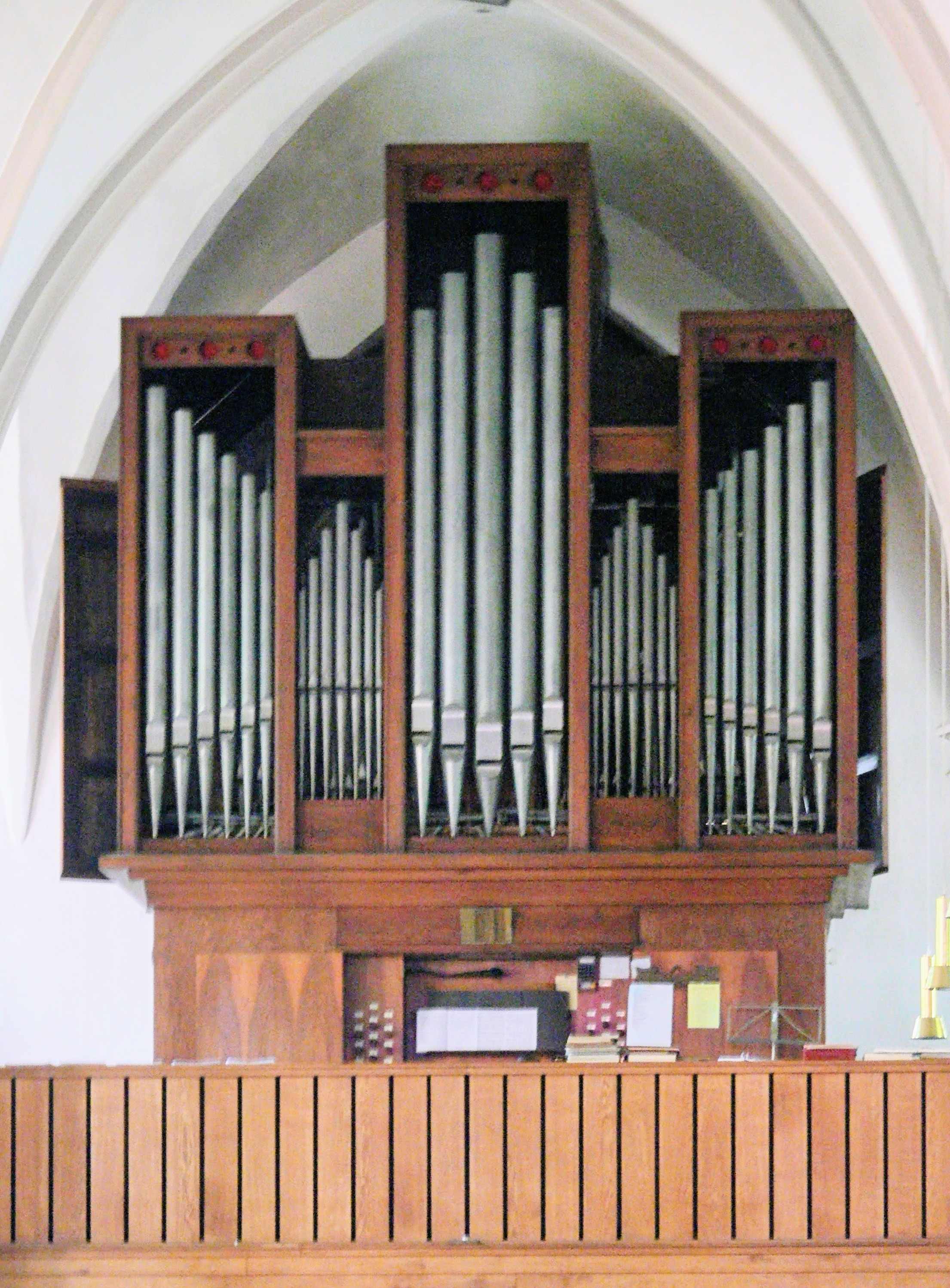
Orgel

Die Orgel wurde in den Jahren 1958 bis 1961 in zwei Bauabschnitten von der Orgelbaufirma Alexander Schuke (Potsdam) erbaut. Das Schleifladen-Instrument hat 23 Register, verteilt auf zwei Manuale und Pedal. Die Spiel- und Registertrakturen sind mechanisch. Für das neue Instrument musste die Orgelbühne umgebaut werden.
| I Hauptwerk C–g3 |              |       |
| 1.               | Quintadena   | 16′   |
| 2.               | Principal    | 8′    |
| 3.               | Spillflöte   | 8′    |
| 4.               | Octave       | 4′    |
| 5.               | Dulzflöte    | 4′    |
| 6.               | Nasat        | 2 ⁄3′ |
| 7.               | Waldflöte    | 2′    |
| 8.               | Mixtur IV-VI |       |

| II Oberwerk C–g3 |                |       |
| 9.               | Gedackt        | 8′    |
| 10.              | Rohrflöte      | 4′    |
| 11.              | Principal      | 2′    |
| 12.              | Sesquialter II |       |
| 13.              | Quinte         | 1 ⁄3′ |
| 14.              | Octave         | 1′    |
| 15.              | Scharff III    |       |
| 16.              | Schalmei       | 8′    |
|                  | Tremulant      |       |

| Pedal C–f1 |                 |     |
| 17.        | Subbass         | 16′ |
| 18.        | Octave          | 8′  |
| 19.        | Bassflöte       | 8′  |
| 20.        | Octave          | 4′  |
| 21.        | Bassaliquote IV |     |
| 22.        | Mixtur VI       |     |
| 23.        | Posaune         | 16′ |

- Koppeln: II/I, I/P, II/P

## Glocken
Bei Errichtung der Kirche wurden drei Glocken geweiht und installiert. Während beider Weltkriege wurden jeweils die zwei größeren Glocken requiriert. Beim Luftangriff auf Dessau am 7. März 1945 brannte die Kirche aus; die letzte Glocke zerschmolz. Der Wiederaufbau erfolgte in den Jahren 1951 bis 1958. Im Juni 1956 wurden vier neue Glocken geweiht und 1967 vier elektrische Läutemaschinen installiert.
| Nr. | Name           | Gussjahr | Durchmesser (mm) | Gewicht (kg) | Nominal | Inschrift                                                 |
| 1   | Marienglocke   | 1956     | 1470             | 1300         | fis1    | S. Maria – Magnificat anima mea                           |
| 2   | Michaelsglocke | 1956     | 1220             | 760          | a1      | S. Michael – Ignosce Domine Deus noster qui aperis librum |
| 3   | Petrusglocke   | 1956     | 1080             | 500          | h1      | S. Petrus – Omnes unanimes sanctificate Dominum Christum  |
| 4   | Paulusglocke   | 1956     | 960              | 360          | cis2    | S. Paulus – Vos estis Corpus Christi et membra de membro  |